# ولسوالی جاجی‌میدان
جاجی‌میدان یکی از ولسوالی‌های ولایت خوست در جنوب خاوری افغانستان است با جمعیت نزدیک به ۲۳٬۱۹۷ نفر.

## منبع‌ها
- مشارکت‌کنندگان ویکی‌پدیا. «Khost Province». در دانشنامهٔ ویکی‌پدیای انگلیسی، بازبینی‌شده در ۴ اسفند ۱۳۹۰ خورشیدی.